# Санта-Марія-ін-Валлічелла
Санта-Марія-ін-Валлічелла, також відома як Нова церква (італ. Chiesa Nuova) — церква в Римі.
Головний фасад виходить на Пьяцца делла К'єза Нуова. Головна церква конгрегації Ораторіанців, де знаходиться гробниця її засновника — святого Філіпа Нері.
Перша церква на цьому місці була побудована за папи Григорія I. З XII століття вона носить назву Санта Марія ін Валічелла. У 1575 у папа Григорій XIII офіційно визнав конгрегацію ораторіанців, засновану Філіпом Нері, і виділив у її розпорядження цю церкву. Ораторіанці відразу ж зробили повну перебудову старої церкви, фактично збудувавши на її місці нову, набагато просторішу, що і призвело до появи прізвиська «Нова церква». Церква будувалася у період 1575—1599 років за проектом архітектора Чітта ді Кастелло, якого пізніше замінив М. Лонгі-старший. Нава була завершена у 1577 році, у 1599 році церква була освячена. Роботи над фасадом (архітектор Ф. Ругьезі) велися до 1606 року.

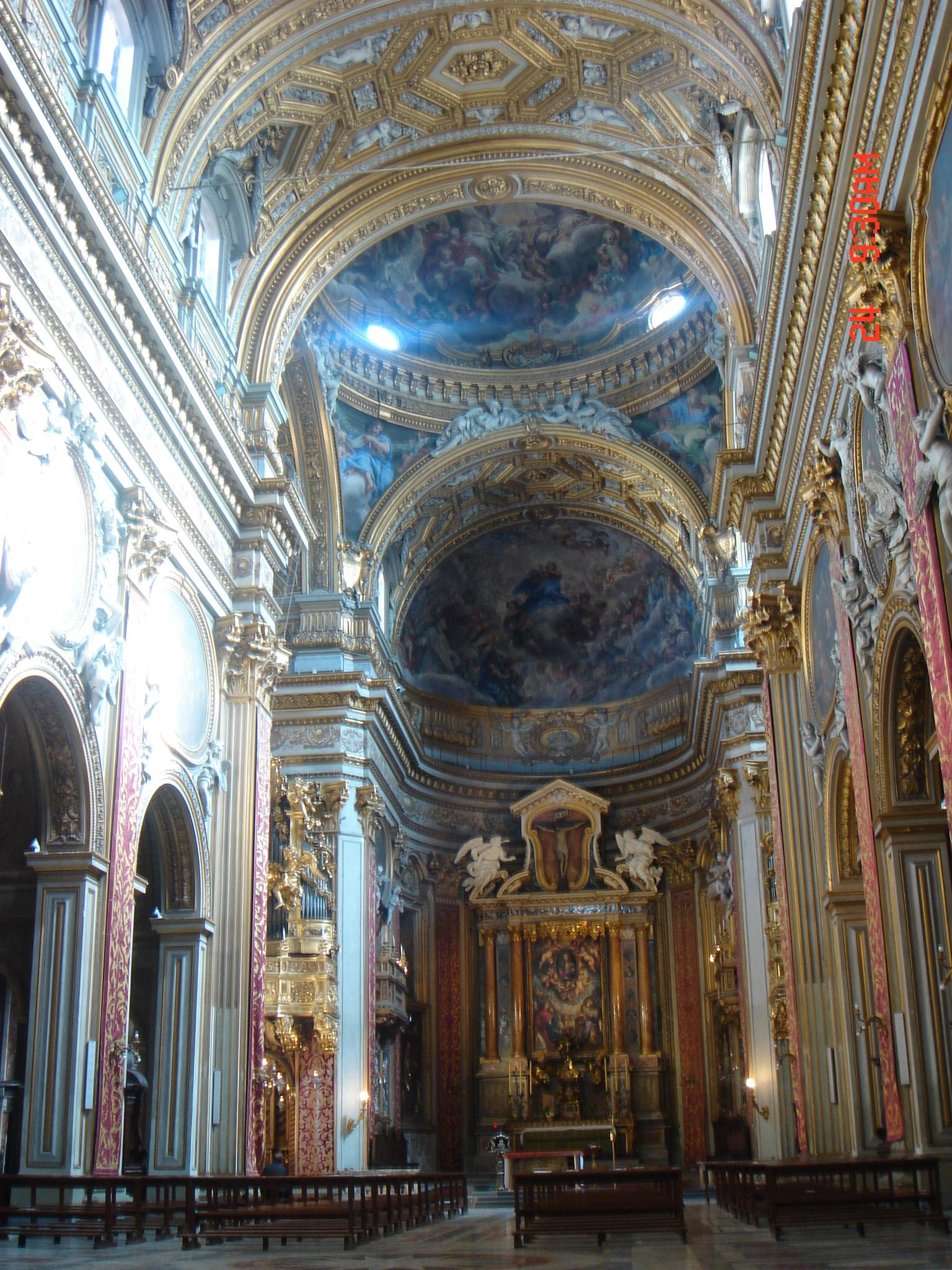
інтер'єр

Церква Санта Марія ін Валічелла має хрестоподібне планування і одну велику наву. П'єтро да Кортона розписував наву, купол і апсиду. Зокрема, його пензлю належать «Трійця» в куполі церкви, зображення пророків в вітрилі зводу, фреска «Успіння Діви Марії» в апсиді і фреска «Чудо Мадонни Валлічельскої» у зведенні нави . Стіни нави і трансепта прикрашені полотнами із зображеннями сцен із Старого і Нового Завіту, які були виконані майстрами XVII століття.
Вівтарні образи також створені у XVIII столітті, три картини — «Мадонна з немовлям» і дві бічні, із зображеннями святих створені Рубенсом, фрески на стелі над вівтарною частиною належать Ланфранко.
Для церкви Манта Марія ін Валічелла була написана картина Караваджо «Зняття з хреста». У цей час вона є у Ватиканської пінакотеці, а в церкві знаходиться її копія.
У лівій частині церкви знаходиться капела Філіпа Нері з могилою святого, прикрашеною перламутром.

## Титулярна церква
Церква Санта Марія ін Валічелла є титулярною церквою, кардиналом-священиком з титулом Санта Марія ін Валічелла з 28 червня 1988 року є австралійський кардинал Едуард Бід Кленсі.